# Orchesia rennelli
Orchesia rennelli es una especie de coleóptero de la familia Tetratomidae.

## Distribución geográfica
Habita en la Isla Campbell.